# Guadalajara (stacja kolejowa)
Guadalajara (hiszp: Estación de Guadalajara) – stacja kolejowa w Guadalajarze, w prowincji Guadalajara, w regionie Kastylia-La Mancha, w Hiszpanii. Jest obsługiwana przez pociągi linii C-2 Cercanías Madrid. Położona jest pomiędzy ulicami Francisco Aritio i Viejo de Cabanillas. Nie należy jej mylić ze stacją Guadalajara-Yebes, która obsługuje pociągi dużej prędkości AVE. 
Należy do strefy E1 Consorcio Regional de Transportes.